# Pietro del Monte
Pietro del Monte (auch Pietro Monte, Pietro Monti, lateinisch Petrus Montius; * 1457; † 14. Mai 1509 bei Agnadello) war einer der bedeutendsten Condottieri des 15. Jahrhunderts. Er war Fechtmeister und lebte und kämpfte im gesamten Mittelmeerraum.  Er war der Gewährsmann Leonardo da Vincis für die Flugbahnen (Trajektorie). Baldassare Castiglione erwähnt ihn im  Libro del Cortegiano als Lehrer von  Galeazzo da Sanseverino, der „sich in allen Formen des Trainings von Kraft und Geschicklichkeit für den künftigen Prinzen auskennt.“
Del Monte war der Autor von wenigstens vier Büchern zu Kampftechniken seit den 1480er Jahren. Sein De Dignoscendis Hominibus (1492), De veritate unius legis et falsitate sectatrum. Mailand 1509 (2. Auflage 1522) sowie zwei Werke, die erst nach seinem Tod 1509 veröffentlicht wurden (hrsg. durch Giovanni Angelo Scinzenzeler als Exercitiorum Atque Artis Militaris Collectanea und  De Singulari Certamine Sive Dissentione). Zwei seiner unveröffentlichten Manuskripte sind ebenfalls noch erhalten: eines in Spanien (in der Bibliothek des Escorial als MS A.IV.23 in Spanisch), das andere in der Biblioteca Estense, Modena, als Codex Estense T.VII.25 (in Italienisch).
Del Monte war ein prominenter condottiere  der, wie viele Mitglieder seiner Familie zuvor, als perfekter Kämpfer und Ausbilder von Kämpfern in ganz Südeuropa gegen Bezahlung kämpfte. Seine Schriften erschienen auf Latein; es war die lingua franca der Kämpfer in Südeuropa, die selbst ganz verschiedene Muttersprachen hatten.
Del Montes Fechtsystem geht der klassischen Italienischen Fechtschule voraus. Er scheint jedoch die folgenden Fechter (wohl aber die Kämpfer) beeinflusst zu haben.
Del Monte ist als Fechtmeister längst vergessen, aber er war ein venezianischer Kriegsheld, der lieber starb als von der ihm zugewiesenen Stellung zu entfernen. Der französische König Ludwig XII. ließ seine Leiche auf dem Schlachtfeld suchen, um ihn mit königlichen Ehren begraben zu lassen. Entsprechend der Historiker einer späteren Zeit hätte Venedig gewonnen, wenn jeder wie del Monte seine Pflicht in der Schlacht bei  Agnadel getan hätte.